# Ostrya yunnanensis
Ostrya yunnanensis är en björkväxtart som beskrevs av W.K.Hu. Ostrya yunnanensis ingår i släktet Ostrya och familjen björkväxter. Inga underarter finns listade.